# Brachycyrtus luteoniger
Brachycyrtus luteoniger är en stekelart som beskrevs av André Seyrig 1952. Brachycyrtus luteoniger ingår i släktet Brachycyrtus och familjen brokparasitsteklar. Inga underarter finns listade.